# Gouvernement Faymann I
 (août 2023).
Si vous disposez d'ouvrages ou d'articles de référence ou si vous connaissez des sites web de qualité traitant du thème abordé ici, merci de compléter l'article en donnant les références utiles à sa vérifiabilité et en les liant à la section « Notes et références ».
IIe République d'Autriche
Gusenbauer Faymann II
Le gouvernement Faymann I (en allemand : Bundesregierung Faymann I) est le gouvernement fédéral de la république d'Autriche entre le 2 décembre 2008 et le 16 décembre 2013, sous la XXIVe législature du Conseil national.
Il est dirigé par le social-démocrate Werner Faymann, après la victoire du SPÖ à la majorité relative lors des élections législatives anticipées, et repose sur une « grande coalition » entre sociaux-démocrates et conservateurs. Il succède au gouvernement du social-démocrate Alfred Gusenbauer et cède le pouvoir au gouvernement Faymann II après que le SPÖ est de nouveau arrivé en tête des élections législatives de 2013.

## Historique du mandat
Ce gouvernement est dirigé par le nouveau chancelier fédéral social-démocrate Werner Faymann, précédemment ministre fédéral des Transports. Il est constitué et soutenu par une « grande coalition » entre le Parti social-démocrate d'Autriche (SPÖ) et le Parti populaire autrichien (ÖVP). Ensemble, ils disposent de 108 députés sur 183, soit 59 % des sièges au Conseil national.
Il est formé à la suite des élections législatives anticipées du 28 septembre 2008.
Il succède donc au gouvernement du social-démocrate Alfred Gusenbauer, constitué et soutenu par une coalition identique.

### Formation
Du fait des désaccords sur la politique européenne défendue par le chancelier et le ministre fédéral des Transports, le Parti populaire se retire du gouvernement, entraînant la dissolution du Conseil national. À l'issue du scrutin, et malgré les pertes des deux grands partis, aucune autre majorité ne se dégage.
Wernar Faymann, qui a remplacé Alfred Gusenbauer à la présidence du Parti social-démocrate, entreprend alors de former une nouvelle grande coalition avec Josef Pröll, qui a pris la succession de Wilhelm Molterer comme président du Parti populaire.

### Succession
Lors des élections législatives du 29 septembre 2013, les deux partis au pouvoir reculent dans des proportions similaires, mais conservent leur majorité. Dans la mesure où aucune alliance alternative stable ne se dégage du résultat, le SPÖ et l'ÖVP entament des négociations en vue de constituer une nouvelle grande coalition. Ils y parviennent au bout de deux mois environ, formant ensemble le gouvernement Faymann II.

## Composition

### Initiale (2 décembre 2008)
- Par rapport au gouvernement Gusenbauer, les nouveaux ministres sont indiqués en gras, ceux ayant changé d'attribution en italique.

| Fonction                                                                                 | Nom | Nom                                              | Parti |
| ---------------------------------------------------------------------------------------- | --- | ------------------------------------------------ | ----- |
| Chancelier fédéral                                                                       |     | Werner Faymann                                   | SPÖ   |
| Vice-chancelier Ministre fédéral des Finances                                            |     | Josef Pröll                                      | ÖVP   |
| Ministre fédéral des Affaires européennes et internationales                             |     | Michael Spindelegger                             | ÖVP   |
| Ministre fédéral de la Santé                                                             |     | Alois Stöger                                     | SPÖ   |
| Ministre fédérale de l'Intérieur                                                         |     | Maria Fekter                                     | ÖVP   |
| Ministre fédéral de la Justice                                                           |     | Johannes Hahn a.i. (jusqu'au 15/01/2009)         | ÖVP   |
| Ministre fédéral de la Justice                                                           |     | Claudia Bandion-Ortner                           | Sans  |
| Ministre fédéral de l'Agriculture, des Forêts, de l'Environnement et des Eaux            |     | Nikolaus Berlakovich                             | ÖVP   |
| Ministre fédéral de la Défense nationale et des Sports                                   |     | Norbert Darabos                                  | SPÖ   |
| Ministre fédéral du Travail, des Affaires sociales et de la Protection des consommateurs |     | Rudolf Hundstorfer                               | SPÖ   |
| Ministre fédérale de l'Enseignement, des Arts et de la Culture                           |     | Claudia Schmied                                  | SPÖ   |
| Ministre fédérale des Transports, de l'Innovation et de la Technologie                   |     | Doris Bures                                      | SPÖ   |
| Ministre fédéral de l'Économie, de la Famille et de la Jeunesse                          |     | Reinhold Mitterlehner                            | ÖVP   |
| Ministre fédéral de la Science et de la Recherche                                        |     | Johannes Hahn (jusqu'au 26/01/2010) Beatrix Karl | ÖVP   |
| Ministre fédérale des Femmes et de la Fonction publique                                  |     | Gabriele Heinisch-Hosek                          | SPÖ   |

### Remaniement du 21 avril 2011
- Les nouveaux ministres sont indiqués en gras, ceux ayant changé d'attribution en italique.

| Fonction                                                                                 | Nom | Nom                                               | Parti |
| ---------------------------------------------------------------------------------------- | --- | ------------------------------------------------- | ----- |
| Chancelier fédéral                                                                       |     | Werner Faymann                                    | SPÖ   |
| Vice-chancelier Ministre fédéral des Affaires européennes et internationales             |     | Michael Spindelegger                              | ÖVP   |
| Ministre fédérale des Finances                                                           |     | Maria Fekter                                      | ÖVP   |
| Ministre fédéral de la Santé                                                             |     | Alois Stöger                                      | SPÖ   |
| Ministre fédérale de l'Intérieur                                                         |     | Johanna Mikl-Leitner                              | ÖVP   |
| Ministre fédérale de la Justice                                                          |     | Beatrix Karl                                      | ÖVP   |
| Ministre fédéral de l'Agriculture, des Forêts, de l'Environnement et des Eaux            |     | Nikolaus Berlakovich                              | ÖVP   |
| Ministre fédéral de la Défense nationale et des Sports                                   |     | Norbert Darabos (jusqu'au 11/03/2013) Gerald Klug | SPÖ   |
| Ministre fédéral du Travail, des Affaires sociales et de la Protection des consommateurs |     | Rudolf Hundstorfer                                | SPÖ   |
| Ministre fédérale de l'Enseignement, des Arts et de la Culture                           |     | Claudia Schmied                                   | SPÖ   |
| Ministre fédérale des Transports, de l'Innovation et de la Technologie                   |     | Doris Bures                                       | SPÖ   |
| Ministre fédéral de l'Économie, de la Famille et de la Jeunesse                          |     | Reinhold Mitterlehner                             | ÖVP   |
| Ministre fédéral de la Science et de la Recherche                                        |     | Karlheinz Töchterle                               | ÖVP   |
| Ministre fédérale des Femmes et de la Fonction publique                                  |     | Gabriele Heinisch-Hosek                           | SPÖ   |